# Zeng Guofan
Zeng Guofan (ur. 21 listopada 1811 zm. 12 marca 1872) – chiński polityk i wojskowy.
Pochodził z prowincji Hunan. Ukończył Akademię Yuelu i zdał egzaminy urzędnicze. Otworzyły mu one drogę do prestiżowych studiów nad klasykami konfucjańskimi w Akademii Hanlin.
W 1852 roku, podczas pobytu w prowincji Hunanu, został wyznaczony przez Cesarza Xiafeng do dowodzenia lokalnymi siłami armii Qing, w celu stłumienia powstania tajpingów. Z nich sformował sprawną, lojalną, opartą na wzajemnych powiązaniach między poszczególnymi szczeblami hierarchii żołnierskiej armię, znaną jako Armia Xian. Jako gubernator generalny prowincji Jiangsu i Jiangxi (1860-4) zbudował także śródlądową flotę na Jangcy i zakładał wytwórnie broni, stopniowo okrążając i dziesiątkując rebeliantów. Odbił z rąk tajpingów takie miasta jak Changsha, Wuchang i Hanyang, zniszczył także ich flotę. W lipcu 1864 zdobył stolicę buntowników, Nankin. Patronował rozwojowi przemysłu zbrojeniowego i okrętowego, w ramach tzw. ruchu samoumacniania Chin.
Za zasługi w zwalczaniu tajpingów otrzymał tytuły Starszego Strażnika Tronu oraz Markiza Yiyong pierwszej klasy. Mianowano go również namiestnikiem Nankinu. W latach 1868–70 pełnił funkcję gubernatora stołecznej prowincji Zhili. Uczestniczył także w walkach z powstańcami Nian. Wobec braku konkretnych osiągnięć na froncie został odwołany. W latach 1867–1871 pełnił funkcję Wielkiego Sekretarza.
Był politycznym protektorem Li Hongzhanga. Jego synem był dyplomata Zeng Jize, zaś jedna z jego córek wyszła za mąż za dyrektora Szanghajskich Zakładów Zbrojeniowych Nie Qiguia.